# Спустошення Диявольського Акра
Спустошення Диявольского Акра — заключна 6 книга із серії «Дім дивних дітей», від автора Ренсом Ріґґз.

## Короткий зміст
Дивом уцілівши під час колапсу часової петлі Ві, Джейкоб і Нур опиняються там, де все почалося, — у будинку діда Портмана. Вони мають якнайшвидше повернутися до друзів, щоб повідомити: зло таки воскресло, воно сильніше, ніж будь-коли, тож усьому Дивосвіту загрожує смертельна небезпека. Буремні часи вимагають мужності й аж ніяк не дитячих рішень, однак Джейкобу з друзями до цього не звикати… Чи вдасться мешканцям Диявольського Акра вистояти у цій боротьбі попри дивні «спустошення» і вдосконалену армію прибічників Коула? Чи втілиться в життя пророцтво про сімох визволителів, на яке покладають стільки надій? Здається, Коул от-от поневолить увесь Дивосвіт, однак і в нього є ахіллесова п'ята.